# Суніта Рао
Суніта Рао (англ. Sunitha Rao; нар. 27 жовтня 1985) — колишня американська тенісистка.
Найвищу одиночну позицію світового рейтингу — 144 місце досягла 7 липня, 2008, парну — 108 місце — 19 травня, 2008 року.
Здобула 8 парних титулів туру ITF.
Завершила кар'єру 2009 року.

## Фінали ITF

### Одиночний розряд (0–7)
| Легенда          |
| ---------------- |
| турніри $100,000 |
| турніри $75,000  |
| турніри $50,000  |
| турніри $25,000  |
| турніри $15,000  |
| турніри $10,000  |

| Результат | Ранг | Дата              | Місце                         | Покриття | Суперниця           | Рахунок       |
| Поразка   | 1.   | 24 лютого 2002    | Мумбаї, Індія                 | Тверде   | Пен Шуай            | 3–6, 6–7(3–7) |
| Поразка   | 2.   | 10 листопада 2002 | Мехіко                        | Тверде   | Ольга Виметалкова   | 6–7(2–7), 3–6 |
| Поразка   | 3.   | 17 жовтня 2004    | Маккай (Квінсленд), Австралія | Тверде   | Еві Домінікович     | 5–7, 3–6      |
| Поразка   | 4.   | 24 жовтня 2004    | Рокгемптон, Австралія         | Тверде   | Еві Домінікович     | 0–6, 0–2 ret. |
| Поразка   | 5.   | 8 липня 2007      | Саутлейк (Техас), США         | Тверде   | Алекса Ґлетч        | 2–6, 5–7      |
| Поразка   | 6.   | 14 жовтня 2007    | Сан-Франциско, США            | Тверде   | Ешлі Гарклроуд      | 1–6, 2–6      |
| Поразка   | 7.   | 22 березня 2008   | Нойда, Індія                  | Тверде   | Анастасія Севастова | 2–6, 1–6      |

### Парний розряд (8–7)
| Результат | Ранг | Дата              | Місце                         | Покриття | Партнерка           | Суперниці                            | Рахунок                 |
| --------- | ---- | ----------------- | ----------------------------- | -------- | ------------------- | ------------------------------------ | ----------------------- |
| Поразка   | 1.   | 18 січня 2004     | Тампа, США                    | Тверде   | Міранджела Моралес  | Аліса Клейбанова Маюмі Ямамото       | 2–6, 4–6                |
| Поразка   | 2.   | 16 травня 2004    | Шарлотсвілл, США              | Ґрунт    | Вільмаріє Кастельві | Еріка Краут Джессіка Ленгофф         | 0–6, 1–6                |
| Перемога  | 1.   | 14 листопада 2004 | Порт-Пірі, Австралія          | Тверде   | Кейсі Деллаква      | Даніелла Домініковіч Еві Домінікович | 4–6, 6–3, 7–6(8–6)      |
| Перемога  | 2.   | 13 листопада 2005 | Порт-Пірі, Австралія          | Тверде   | Грета Арн           | Монік Адамчак Крістіна Горіатопулос  | 6–4, 3–6, 6–2           |
| Перемога  | 3.   | 27 листопада 2005 | Маунт-Гамбір, Австралія       | Тверде   | Фуда Рьоко          | Грета Арн Анастасія Родіонова        | 6–1, ret.               |
| Перемога  | 4.   | 7 травня 2006     | Шарлотсвілл, США              | Ґрунт    | Марі-Ев Пеллетьє    | Марія Фернанда Алвеш Лілія Остерло   | 6–7(6–8), 6–2, 6–3      |
| Поразка   | 3.   | 23 липня 2006     | Гаммонд (Луїзіана), США       | Тверде   | Фуда Рьоко          | Крістіна Фусано Ракел Атаво          | 6–7(3–7), 6–4, 1–6      |
| Поразка   | 4.   | 8 жовтня 2006     | Траралґон, Австралія          | Тверде   | Кейсі Деллаква      | Крістіна Горіатопулос Ракел Атаво    | 2–6, 6–7(5–7)           |
| Перемога  | 5.   | 15 жовтня 2006    | Мельбурн, Австралія           | Тверде   | Кейсі Деллаква      | Даніелла Домініковіч Еві Домінікович | 6–3, 6–2                |
| Поразка   | 5.   | 20 січня 2007     | Форт-Волтон-Біч, США          | Тверде   | Марі-Ев Пеллетьє    | Анжеліка Бахманн Тетяна Лужанська    | 7–5, 6–7(7–9), 6–7(4–7) |
| Перемога  | 6.   | 2 червня 2007     | Карсон (Каліфорнія), США      | Тверде   | Кім Грант           | Анджела Гейнс Ліндсей Лі-Вотерс      | 6–4, 6–4                |
| Перемога  | 7.   | 17 червня 2007    | Аллентаун (Пенсільванія), США | Тверде   | Фуда Рьоко          | Анджела Гейнс Ліндсей Лі-Вотерс      | 6–7(3–7), 6–4, 6–1      |
| Поразка   | 6.   | 14 березня 2008   | Нью-Делі, Індія               | Тверде   | Орелі Веді          | Цзи Чуньмей Сунь Шеннань             | 6–2, 2–6, [4–10]        |
| Перемога  | 8.   | 11 травня 2008    | Загреб, Хорватія              | Ґрунт    | Мелінда Цінк        | Стефані Форец Єлена Костанич-Тошич   | 6–4, 6–2                |
| Поразка   | 7.   | 5 жовтня 2008     | Трой (Алабама), США           | Тверде   | Анджела Гейнс       | Ракел Атаво Абігейл Спірс            | 2–6, 0–6                |